# Carpelimus cubensis
Carpelimus cubensis är en skalbaggsart som beskrevs av Alexander Bierig 1935. Carpelimus cubensis ingår i släktet Carpelimus och familjen kortvingar. Inga underarter finns listade i Catalogue of Life.